# Peter Lundgren
Hans Peter Lundgren (29 de gener de 1976 − 22 d'agost de 2024) va ser un tennista professional i entrenador suec.
Va acumular tres títols individuals i tres més en dobles masculins que li van permetre arribar al 25è lloc del rànquing individual i al 36è del rànquing de dobles masculins. L'èxit més destacat de la seva carrera va ser disputar la final de l'Open d'Austràlia l'any 1988 en dobles masculins junt a Jeremy Bates.

## Torneigs de Grand Slam

### Individual: 1 (0−1)
| Resultat  | Núm. | Any  | Torneig          | Parella      | Oponents            | Marcador      |
| --------- | ---- | ---- | ---------------- | ------------ | ------------------- | ------------- |
| Finalista | 1.   | 1988 | Open d'Austràlia | Jeremy Bates | Rick Leach Jim Pugh | 3−6, 2−6, 3−6 |

## Palmarès

### Individual: 6 (3−3)
| Títols per superfície |
| --------------------- |
| Dura (2−2)            |
| Gespa (0−1)           |
| Terra batuda (0−0)    |
| Moqueta (1−0)         |

| Resultat  | Núm. | Data                  | Torneig                      | Superfície  | Oponent         | Marcador         |
| --------- | ---- | --------------------- | ---------------------------- | ----------- | --------------- | ---------------- |
| Guanyador | 1.   | 27 d'octubre de 1987  | Colònia, Alemanya Occidental | Dura        | Ramesh Krishnan | 6−3, 6−2         |
| Guanyador | 2.   | 31 d'agost de 1987    | Rye Brook, Estats Units      | Dura        | John Ross       | 6−7(4), 7−5, 6−3 |
| Guanyador | 3.   | 4 d'octubre de 1987   | San Francisco, Estats Units  | Moqueta (i) | Jim Pugh        | 6−1, 7−5         |
| Finalista | 1.   | 6 de novembre de 1988 | Estocolm, Suècia             | Dura        | Boris Becker    | 4−6, 1−6, 1−6    |
| Finalista | 2.   | 16 de juliol de 1989  | Newport, Estats Units        | Gespa       | Jim Pugh        | 4−6, 6−4, 2−6    |
| Finalista | 3.   | 19 d'agost de 1990    | Indianapolis, Estats Units   | Dura        | Boris Becker    | 3−6, 4−6         |

### Dobles masculins: 10 (3−7)
| Títols per superfície |
| --------------------- |
| Dura (2−7)            |
| Gespa (1−0)           |
| Terra batuda (0−0)    |

| Resultat  | Núm. | Data                 | Torneig                      | Superfície | Parella         | Oponents                         | Marcador      |
| --------- | ---- | -------------------- | ---------------------------- | ---------- | --------------- | -------------------------------- | ------------- |
| Finalista | 1.   | 27 d'octubre de 1984 | Colònia, Alemanya Occidental | Dura       | Jan Gunnarsson  | Alex Antonitsch Michiel Schapers | 4−6, 5−7      |
| Finalista | 2.   | 6 d'abril de 1986    | Colònia (2)                  | Dura       | Jan Gunnarsson  | Kelly Evernden Chip Hooper       | 4−6, 7−6, 3−6 |
| Guanyador | 1.   | 13 d'octubre de 1986 | Tel Aviv, Israel             | Dura       | John Letts      | Christo Steyn Danie Visser       | 6−3, 3−6, 6−3 |
| Finalista | 3.   | 24 de gener de 1988  | Open d'Austràlia, Austràlia  | Dura       | Jeremy Bates    | Rick Leach Jim Pugh              | 3−6, 2−6, 3−6 |
| Finalista | 4.   | 21 de febrer de 1988 | Memphis, Estats Units        | Dura       | Mikael Pernfors | Kevin Curren David Pate          | 2−6, 2−6      |
| Guanyador | 2.   | 10 de juliol de 1988 | Newport, Estats Units        | Gespa      | Kelly Jones     | Scott Davis Dan Goldie           | 6−3, 7−6      |
| Finalista | 5.   | 3 d'octubre de 1988  | Basilea, Bèlgica             | Dura       | Jeremy Bates    | Jakob Hlasek Tomáš Šmíd          | 3−6, 1−6      |
| Finalista | 6.   | 30 de juliol de 1990 | Toronto, Canadà              | Dura       | Broderick Dyke  | Paul Annacone David Wheaton      | 1−6, 6−7      |
| Finalista | 7.   | 5 d'agost de 1990    | Los Angeles, Estats Units    | Dura       | Paul Wekesa     | Scott Davis David Pate           | 6−3, 1−6, 3−6 |
| Guanyador | 3.   | 7 d'octubre de 1990  | Sydney, Austràlia            | Dura       | Broderick Dyke  | Stefan Edberg Ivan Lendl         | 6−2, 6−4      |

## Trajectòria

### Individual
| Open d'Austràlia | A   | A     | A     | 2R    | 1R    | A     | 2R    | 1R  | A   | A   | 0 / 4     | 2 – 4     |
| Roland Garros | A   | 1R    | 1R    | 1R    | 1R    | 1R    | 2R    | A   | Q1  | A   | 0 / 6     | 1 – 6     |
| Wimbledon | A   | 2R    | 1R    | 2R    | 4R    | 1R    | 2R    | Q1  | Q1  | Q3  | 0 / 6     | 6 – 6     |
| US Open | 2R  | 1R    | 2R    | 1R    | 2R    | 2R    | 1R    | Q1  | Q2  | Q1  | 0 / 7     | 4 – 7     |
| Total Victòries−Derrotes | 8−4 | 15−22 | 28−17 | 20−21 | 12−14 | 15−18 | 13−25 | 5−8 | 0−1 | 1−4 | 119 – 136 | 119 – 136 |
| Rànquing a final d'any | 31  | 98    | 26    | 66    | 71    | 66    | 141   | 213 | 254 | 386 |           |           |
| Llegenda: G: Guanyador; F: Finalista; SF: Semifinalista; QF: Quarts de final; Q: Qualificació; A: Absent; RR: Round Robin; NC: No celebrat |     |       |       |       |       |       |       |     |     |     |           |           |

### Dobles masculins
| Open d'Austràlia | A   | A     | A    | F     | 2R   | A     | 2R    | 1R   | A    | 0 / 4     | 7 – 4     |
| Roland Garros | A   | 1R    | 1R   | 1R    | 1R   | A     | 1R    | 3R   | A    | 0 / 6     | 2 – 6     |
| Wimbledon | A   | 1R    | 1R   | 2R    | 1R   | 2R    | 1R    | 1R   | Q2   | 0 / 7     | 2 – 7     |
| US Open | A   | 1R    | 2R   | 1R    | 1R   | 1R    | 1R    | 1R   | A    | 0 / 7     | 1 – 7     |
| Total Victòries−Derrotes | 5−4 | 14−17 | 9−17 | 24−18 | 6−16 | 21−14 | 13−27 | 7−15 | 0−1  | 100 – 134 | 100 – 134 |
| Rànquing a final d'any | 138 | 104   | 158  | 40    | 266  | 36    | 111   | 178  | 1118 |           |           |
| Llegenda: G: Guanyador; F: Finalista; SF: Semifinalista; QF: Quarts de final; Q: Qualificació; A: Absent; RR: Round Robin; NC: No celebrat |     |       |      |       |      |       |       |      |      |           |           |

## Guardons
- ATP Most Improved Player (1987)